# 绍克
绍克（法語：Chocques，法語發音：[ʃɔk]）是法国上法蘭西大區加来海峡省的一个市镇，属于贝蒂讷区。

## 地理
绍克（50°32'31"N, 2°34'23"E）面积7.95 平方千米，位于法国上法蘭西大區加来海峡省，该省份为法国北部沿海省份，西北濒北海，南至索姆省，东临北部省。
与绍克接壤的市镇（或旧市镇、城区）包括：戈内姆、拉皮尼瓦、拉伯夫里耶尔、奥布兰盖姆、旺丹莱贝蒂讷、阿卢阿涅、阿讷赞。

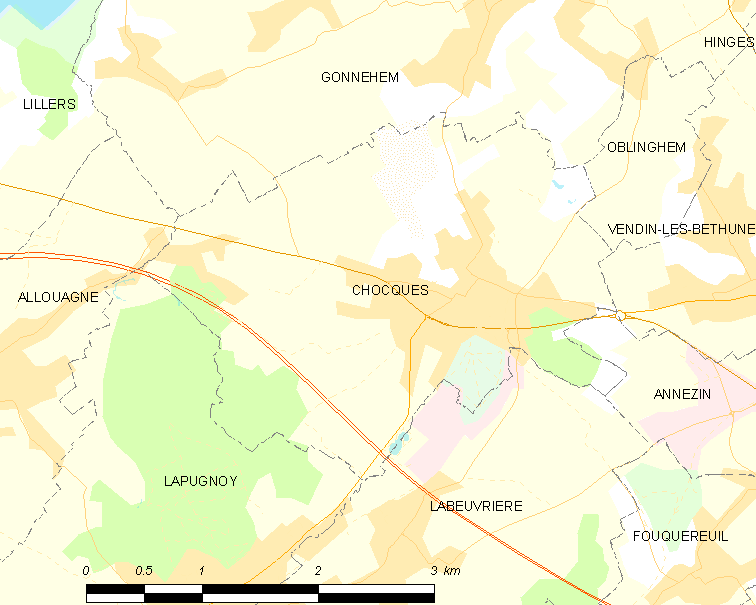
绍克的OSM定位图

绍克的时区为UTC+01:00、UTC+02:00（夏令时）。

## 行政
绍克的邮政编码为62920，INSEE市镇编码为62224。

## 政治
绍克所属的省级选区为贝蒂讷县。

## 人口

1962-2008年间绍克人口变化图示

绍克于2022年1月1日时的人口数量为2808人。